# Tanyptera mediana
Tanyptera mediana är en tvåvingeart som beskrevs av Yang 1988. Tanyptera mediana ingår i släktet Tanyptera och familjen storharkrankar. Inga underarter finns listade i Catalogue of Life.